# Gurbangeldi Durdyýew
Gurbangeldi Durdyýew (12 gennaio 1973) è un ex calciatore turkmeno, di ruolo centrocampista.

## Carriera

### Club
Ha giocato nel campionato turkmeno, kazako, ucraino e iraniano.

### Nazionale
Ha debuttato in Nazionale nel 1992. Ha partecipato, con la Nazionale, alla Coppa d'Asia 2004.

## Palmarès

### Club

#### Competizioni nazionali
- Campionato di calcio del Turkmenistan: 8

Köpetdag Aşgabat: 1992, 1994, 1995, 1997-1998, 2000
Nisa Aşgabat: 2003
Aşgabat : 2007, 2008
- Coppa del Turkmenistan: 4

Köpetdag Aşgabat: 1994, 1996, 1998-1999, 2000